# Thysananthus comosus
Thysananthus comosus là một loài Rêu trong họ Lejeuneaceae. Loài này được Lindenb. ex Lehm. miêu tả khoa học đầu tiên năm 1844.